# 岩城隆恕
岩城 隆恕（いわき たかのり）は、江戸時代中期から後期にかけての大名。出羽国亀田藩7代藩主。官位は従五位下・伊予守。

## 略歴
明和4年（1767年）、6代藩主・岩城隆恭の次男として誕生した。天明元年（1781年）閏5月1日、江戸幕府10代将軍・徳川家治に御目見する。天明2年12月29日（1783年）、隆恭の死去により家督を継いだ。天明4年12月16日（1785年）、従五位下・伊予守に叙位・任官する。天明6年（1786年）、駿府加番に任じられる。
文化14年（1817年）5月21日、死去。享年53。長男の隆喜が跡を継いだ。

## 系譜
子女は5男12女
父母
- 岩城隆恭（父）

正室
- 松平乗祐の娘

子女
- 岩城隆喜（長男）
- 前田長粲（次男） - 前田長英の養子
- 山本茂高
- 岩城隆謨
- 恵照院 - 前田利和正室